# Giełda Papierów Wartościowych Czarnogóry
Giełda Papierów Wartościowych w Podgoricy (serb. Montenegroberza A.D., ang. Montenegro Stock Exchange) – giełda papierów wartościowych w Czarnogórze; mieszcząca się w stolicy kraju Podgoricy, adres ul. Moskovska77.